# Festa dell'Avanti!
La festa dell'Avanti! è la denominazione che assumono festival, organizzati periodicamente in numerosi comuni d'Italia. Furono organizzate dal Partito Socialista Italiano, fino allo scioglimento del partito nel 1994. Dal 2008 sono gestite dal Partito Socialista Italiano di Enzo Maraio.

## Storia
La festa prende il nome dal quotidiano l'Avanti!, organo ufficiale del Partito Socialista Italiano.
Nate nel secondo dopoguerra, su modello delle feste de l'Unità organizzate dal Partito Comunista Italiano, si diffusero negli anni su tutto il territorio nazionale, divenendo un importante fonte di autofinanziamento per il partito. Nel 1953 a Napoli, si svolge la prima Festa dell'Avanti! (nazionale). 
Dal 1989 al 1991 le feste nazionali assunsero la denominazione di Festa Nazionale del Garofano Rosa.
Con la chiusura del giornale nel 1993 e la fine del PSI nel 1994 si arrestò l'esperienza di queste feste, salvo in alcuni comuni continuare con la denominazione Festa Socialista o Festa dei Socialisti, organizzate dalle sezioni dei Socialisti Italiani e poi dei Socialisti Democratici Italiani.
A partire dal 2007 con la costituzione del Partito Socialista Italiano e l'acquisizione da parte di quest'ultimo nel 2011 del marchio originale "Avanti!", ha fatto sì che negli ultimi anni tornassero le feste dell'Avanti!.

## Organizzazione
Le feste possono essere organizzate dai circoli, dalle federazioni provinciali o regionali. Esiste poi annualmente una festa dell'Avanti! nazionale, organizzata in una città scelta appositamente.
Le feste dell'Avanti!, generalmente, ospitano spazi per dibattiti, spettacoli, concerti e stand gastronomici. L'organizzazione viene curata da volontari iscritti o simpatizzanti del partito, mentre la partecipazione, ampia specialmente nelle zone d'Italia storicamente vicine al centro-sinistra, è aperta all'intera cittadinanza.

## Edizioni
Feste nazionali dell'Avanti!
- 1953: Napoli
- 1955: Reggio Emilia
- 1977: Venezia
- Dal 1989 al 1991 Feste Nazionali del Garofano
- 1990: Livorno
- 1991: Ferrara
- Dal 1995 al 2013 Feste Nazionali dei Socialisti
- 1998: Bologna
- 2002: Napoli
- 2005: Pisa
- 2008: Vieste
- 2010: Ferrara
- 2011: Bologna
- 2012: Perugia
- 2013: Grosseto
- 2014: Marina di Massa
- 2015: Roma
- 2016: Roma
- 2018: Caserta
- Dal 2019 al 2020 Feste Nazionali dei Socialisti
- 2019: Fano
- 2020: Napoli
- 2021: Roma
- 2022: Roma
- 2023: Bologna
- 2024: Bologna

Feste nazionali dell'Avanti sulla neve
- 1987: Andalo
- 1988: Ponte di Legno